# Ligninsolfonati
I ligninsolfonati sono sostanze organiche derivanti dalla lignina, sottoprodotti della produzione della cellulosa.

## Solfonazione della lignina
La lignina è uno dei polimeri naturali che formano il legno, di cui ne costituisce il 33% in peso. Normalmente è insolubile in solventi apolari ed organici, e la sua separazione dall'altro maggior componente, la cellulosa, può essere effettuata per mezzo di un processo di solfonazione. Questo consiste nel “cuocere” il legname spezzettato in “chips” con una soluzione di bisolfito di calcio in particolari condizioni di pressione, di temperatura e di pH, secondo una tecnica denominata "processo al solfito". Durante questo processo l'unità base del polimero, il fenilpropano, viene solfonata ed alcuni legami tra la lignina ed i carboidrati vengono distrutti. La lignina viene quindi solubilizzata come sale di calcio dell'acido ligninsolfonico, costituito da polimeri di peso variabile in base all'idrolisi e i cui componenti principali sono il sale calcico della lignina solfonata ed alcuni polisaccaridi, mentre la cellulosa rimane invariata e, separata, viene impiegata nella produzione di carta o di altri articoli cellulosici.
Durante la reazione di solfonazione, alcune molecole di cellulosa e di lignina si idrolizzano formando gli zuccheri del legno, gli acidi aldonici e altre sostanze solubili in acqua. Anche queste sostanze vengono recuperate nella produzione dei ligninsolfonati.
I ligninsolfonati grezzi contengono circa il 15/20 % di esosi e pentosi, generalmente mannosio, glucosio e xilosio con piccole quantità di arabinosio, fruttosio e galattosio. Inoltre possono essere presenti (circa il 5%) polisaccaridi ed emicellulose. Gli zuccheri caratterizzano certe proprietà leganti e chimico-fisiche del prodotto e il loro tenore può essere variato o modificato a seconda delle necessità tecnologiche.

## Proprietà e usi
Le modifiche cui possono essere sottoposti i ligninsolfonati sono molteplici. Esse includono la conversione in sali di altre basi, la riproduzione di complessi ionici metallorganici, la rimozione degli zuccheri o la loro ossidazione, il frazionamento molecolare.
Le proprietà chimiche dei ligninsolfonati sono quelle tipiche dei suoi gruppi costituenti:
- il gruppo ligninsolfonico anionico
- il gruppo fenolico libero
- il gruppo carbossilico
- i componenti polisaccaridici.

I ligninsolfonati possono essere polimerizzati, idrolizzati, alogenati, nitrati, ossidati, deidrogenati e desolfonati. Possono entrare in reazioni dimeriche miste con altri gruppi funzionali di cui sono degli ottimi “extender”. I gruppi polisaccaridici possono essere ossidati, invertiti o eliminati con processi di separazione molecolare.
Le azioni dei ligninsolfonati si esplicano essenzialmente in presenza di ambienti acquosi o polari. Le proprietà salienti sono:
- Tensioattiva. Il gruppo solforico legato alla catena fenilpropanica è il principio attivo di questa azione.
- Sequestrante. L'azione chelante dell'acido ligninsolfonico e di altri derivati idrossilici e carbossilici della lignina, è particolarmente efficace nel sequestro degli ioni metallici, zinco in particolare.
- Legante. Esplicata in maniera sinergica dai derivati dell'acido ligninsolfonico e dagli oligosaccaridi del legno.
- Stabilizzante per emulsioni. Ove si apprezza la complessa struttura chimica della lignina, ideale per stabilizzare le emulsioni nei confronti di forze meccaniche, di variazioni di temperatura, di pH e per azioni di elettroliti forti.

Il ligninsolfonato, per le sue caratteristiche è uno dei leganti migliori per la cubettatura dei mangimi (pellettizzazione) e per altre applicazioni zootecniche. L'azione legante delle particelle di lignina causa un aumento della viscosità delle miscele, dove interagiscono con l'umidità e la temperatura apportata dal vapore immesso durante il condizionamento. Inoltre gli zuccheri che sono presenti nel ligninsolfonato hanno, come è noto, specifiche proprietà leganti, integrando l'azione della lignina.
La pratica della cubettatura dei mangimi è ormai largamente diffusa per i vantaggi offerti dal mangime in pellet, sia in termini di gestione dello stesso, sia per le superiori qualità zootecniche.
Per il loro effetto chelante, i ligninsolfonati vengono utilizzati anche in alcuni concimi fogliari, per esempio come complessanti di microelementi.